# Moacyr Fadel
Moacyr Elias Fadel Júnior (Ponta Grossa, 3 de setembro de 1970) é um agrônomo e político brasileiro brasileiro  filiado ao Partido Social Democrático.

## Biografia
Começou sua carreira política como Vereador de Castro nas eleições municipais de 2000, pelo PSDB, com 855 votos (2,92%).Nas eleições municipais de 2004  foi eleito prefeito de Castro, pelo PMDB, com 11.489 votos (45,7%).Foi reeleito nas eleições municipais de 2008, com 23.506 votos (62,64%).
Nas eleições municipais de 2016, foi eleito prefeito novamente com 18.390 votos (46,61%).Foi reeleito nas eleições municipais de 2020 , mas desta vez pelo Patriota 25.298 votos (67,19%).E além disso foi presidente da AMCG (Associação dos Municípios de Campos Gerais) e AMP (Associação dos Municípios do Paraná).
Em 2022, renunciou ao cargo de prefeito, para disputar a vaga de deputado estadual, assumido á prefeitura o vice-prefeito Alvaro Telles.Nas eleições estaduais de 2022, foi eleito pelo PSD com 41.588 votos.